# Городская усадьба Д. А. Четверикова — Ф. Л. Кнопа
Городская усадьба Д. А. Четверикова — Ф. Л. Кнопа — здание в центре Москвы (Колпачный пер., д. 7). Особняк был построен в 1869 году на основе усадьбы XVIII века. Имеет статус объекта культурного наследия регионального значения.

## История
Особняк в Колпачном переулке ранее являлся усадьбой Д. А. Четверикова, построенной в XVIII веке или раньше. Усадьба находилась в глубине большого двора. В 1869 году этот дом был перестроен по заказу Фёдора Львовича Кнопа, брата промышленника Андрея Львовича Кнопа, чья городская усадьба располагалась по соседству. Перестройкой фасада, сооружением пристроек и ограды занимался архитектор А. С. Каминский. В работах также принимал участие Б. В. Фрейденберг. В 1901 году дом был перестроен техником архитектуры К. В. Трейманом в духе эклектики. В советское время здание занимал 6-й дом ВЦСПС. Сейчас в бывшей городской усадьбе находятся офисы.
На заднем дворе сохранилась бывшая хозяйственная постройка усадьбы 1862 года, имеющая статус ценного градоформирующего объекта. В 2017 году был разработан проект её реставрации. Планируется укрепить фундамент, заполнить пустоты в кладке, заменить чердачные перекрытия стальными конструкциями, увеличить площадь мансарды.
Осенью 2019 года при подготовке к реставрации главного дома усадьбы специалистами были обнаружены ценные элементы  внутреннего убранства его интерьеров второй половины XIX — нач. XX века, скрытые в результате переделок в советское время, в частности: альфрейная живопись на стенах, гончарные воздуховоды, исторические каменные и паркетные полы, полностью сохранный подлинный витраж. С учётом сделанных открытий внесут корректировки в проект реставрации, запланированной на 2020 год.

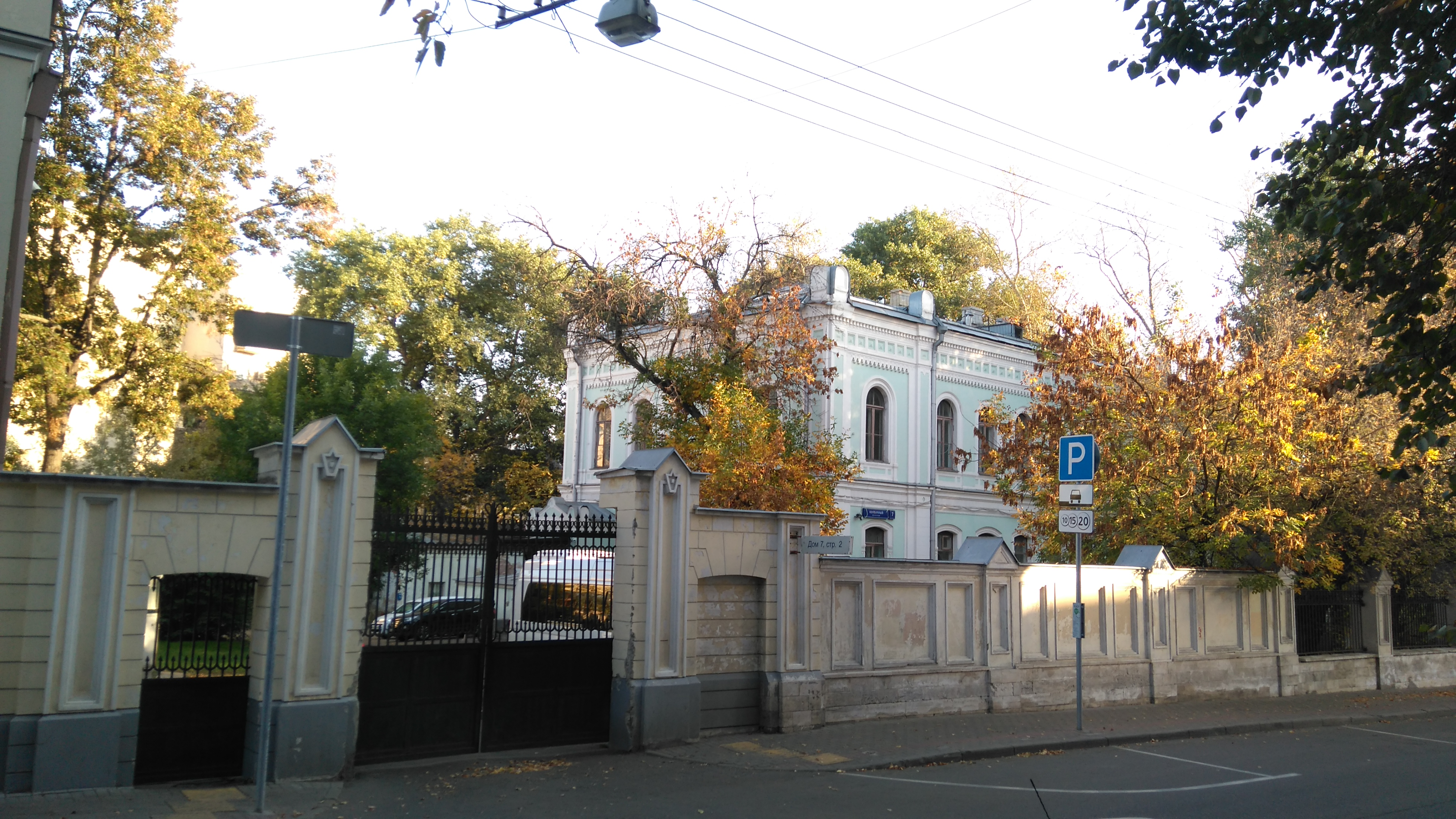
Ограда с воротами
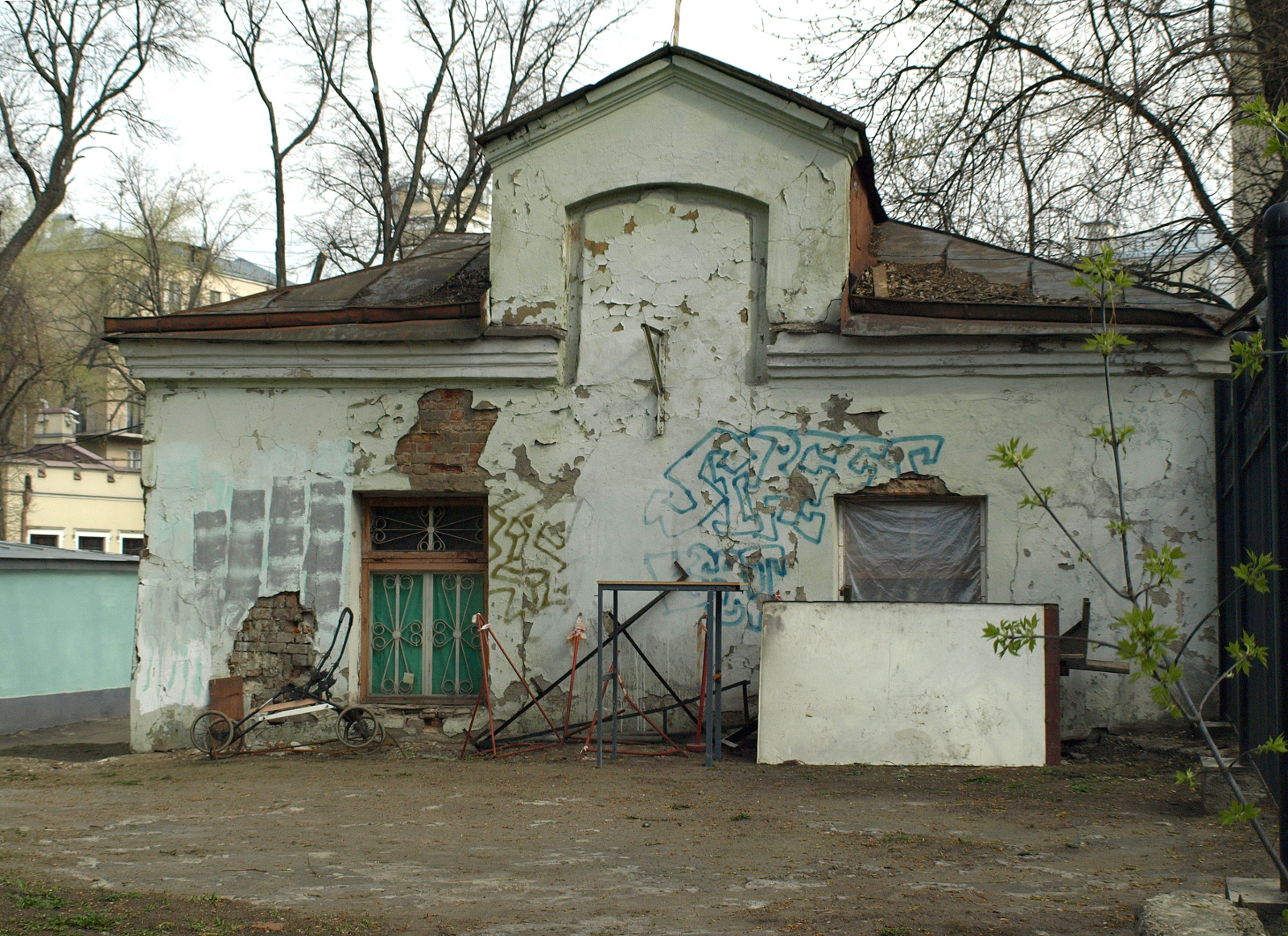
Хозяйственная постройка